# Anacampt-orchis guetroti
Anacampt-orchis guetroti là một loài thực vật có hoa trong họ Lan. Loài này được (Labrie) Soó mô tả khoa học đầu tiên năm 1932.